# Новосергієвка (Тюльганський район)
Новосе́ргієвка (рос. Новосергиевка) — хутір у складі Тюльганського району Оренбурзької області, Росія.

## Населення
Населення — 120 осіб (2010; 148 у 2002).
Національний склад (станом на 2002 рік):
- росіяни — 66 %